# Leopoldo María Panero
Leopoldo María Panero Blanc (Madrid, 16 de junio de 1948-Las Palmas de Gran Canaria, 5 de marzo de 2014) fue un escritor español, encuadrado en la poesía española contemporánea dentro del grupo de los «Novísimos». Fue el arquetipo de un malditismo cultivado tanto como repudiado, pero ese malditismo no le impidió ser el primer miembro de su generación en incorporarse a la nómina de clásicos de la editorial Cátedra, contar con una importante biografía e insertarse en la historia literaria, las antologías y los programas académicos.

## Biografía
| Soy el negro, el oscuro: ardiendo está mi nombre. —Leopoldo María Panero |

Era hijo del reconocido poeta Leopoldo Panero (1909-1962) y Felicidad Blanc (1913-1990), hermano del también poeta Juan Luis Panero (1942-2013) y de Michi Panero (1951-2004), sobrino del poeta Juan Panero (1908-1937) y primo del periodista José Luis Panero (1975).
El joven Leopoldo María, al igual que tantos descendientes de los prohombres del régimen franquista (Rafael y Chicho Sánchez Ferlosio, por ejemplo), se sintió fascinado por la izquierda radical. Su militancia antifranquista constituyó el primero de sus grandes desastres y le valió su primera estancia en prisión. Tuvo una formación humanista, estudió Filosofía y Letras en la Universidad Complutense de Madrid y Filología francesa en la Universidad de Barcelona. De aquellos años jóvenes datan también sus primeras experiencias con las drogas: desde el alcohol hasta la heroína —a la que dedicaría una impresionante colección de poemas en 1992—, ninguna le es ajena. Viajero incansable, anduvo por los caminos del hippismo de los Setenta, una época en que era imprescindible pensar en la India y visitar el fascinante mundo africano de Tánger y Marrakech.

Largo tiempo en el foso de las serpientes, contemplé sus juegos
mientras el cuerpo de mi padre era despedazado.
Leopoldo María Panero, «Vanitas vanitatum», Teoría (1973).

Desde 1970 se le consideró dentro del grupo de los «Novísimos» (incluidos en la antología Nueve novísimos poetas españoles de José María Castellet), aunque él se sintió excluido del mismo, quejándose de haber sido el único poeta ausente en la última cita de los «Novísimos» que, treinta años después de la aparición de la famosa antología, se reunieron con motivo de su reedición.
En los años 1970 fue ingresado por primera vez en un psiquiátrico; había empezado a desarrollar una esquizofrenia en la cárcel. Las repetidas reclusiones no le impidieron desarrollar una copiosa producción no solo como poeta, sino también como traductor, ensayista y narrador. A finales de la década de los 80, cuando por fin su obra alcanzó el aplauso de la crítica entendida, ingresó permanentemente en el psiquiátrico de Mondragón.

Los libros caían sobre mi máscara (y donde había un rictus de viejo moribundo), y las palabras me azotaban y un remolino de gente gritaba contra los libros, así que los eché todos a la hoguera para que el fuego deshiciera las palabras...
Leopoldo María Panero, «A quien me leyere», Poemas del manicomio de Mondragón (1987).

Casi diez años después, se estableció, por propia voluntad, en la unidad psiquiátrica de Las Palmas de Gran Canaria o, como él lo llamaba, El manicomio del Dr. Rafael Inglott, donde por fin pudo descansar, donde residía, con libertad de movimientos. Desde entonces, la Facultad de Humanidades de la Universidad de Las Palmas se convirtió en su refugio, donde encontró la amistad de algunos profesores y estudiantes que le convidaban a vivir sin sentirse un marginado hasta su fallecimiento, el 5 de marzo de 2014. También frecuentaba el ambiente bohemio y alternativo de la ciudad, que se daba cita en el café librería Esdrúlulo.
Algunas de sus obras de este periodo fueron editadas en la editorial El Ángel Caído, del mismo dueño que el citado café, en concreto, Esphera y Tango. Este sello también reeditó cinco poemarios anteriores. Esta misma editorial publicó, posteriormente, Estantigua (2015) y El ciervo aplaudido (2016).

Y que sea el silencio peor que la muerte
Peor que la tumba del poema
Donde yace un hombre.
 Leopoldo María Panero, La mentira es una flor (póstumo, 2020).

En 2003 fue galardonado con el Premio Estaño de Literatura por la antología poética de Túa Blesa publicada dos años antes; tres años después, en 2006, es galardonado con el Premio Quijote de Poesía por el libro Poemas de la locura (2005). A los pocos meses de su fallecimiento en 2014 aparece publicado el poemario Rosa enferma. En mayo de 2016 Huerga y Fierro Editores publica Acerca de un posible testamento, una recopilación de ensayos, prólogos y artículos inéditos.
La biografía de este poeta y su entorno familiar siempre ha desatado interés en el ámbito cultural, como muestra la película de Jaime Chávarri El desencanto (1976), un documental que refleja cómo era su familia en plena desintegración del franquismo, acomodada e intelectual, pero también desmembrada, autoritaria, y en la que la figura de su padre pesaba incluso con su ausencia. En la década de los 90, Ricardo Franco se fijaría de nuevo en «los Panero» para filmar Después de tantos años (1994), pero esta vez sin la presencia de la madre, ya fallecida.

A mi desoladora madre, con esa extraña mezcla de compasión y náusea que puede sólo experimentar quien conoce la causa, banal y sórdida, quizá, de tanto, tanto desastre.
Leopoldo María Panero, dedicatoria del poema «Ma mère», Narciso en el acorde último de las flautas (1979).

## Obra
De una u otra manera, todas sus páginas, hasta sus traducciones, son autobiográficas. De hecho, las claves de su obra son la autocontemplación y la (auto)destrucción. Sin embargo, como ya señalara Pere Gimferrer en 1971, el tema de su poesía «no es la destrucción de la adolescencia: es su triunfo, y con él la destrucción y la disgregación de la conciencia adulta».[cita requerida] Liberar la adolescencia como energía emocional, creándose una mitología propia, no oficial, es la actitud asumida desde el comienzo por Panero.
En el Prefacio a su poemario El último hombre (1984), Panero ofrece una «suerte de poética»: evoca «el rigor poético que [se ha] propuesto a lo largo de toda [su] obra poética» y describe su «técnica».

Contrastar la belleza y el horror, lo familiar y lo unheimlich (lo no familiar, o inquietante, en la jerga freudiana). Blake, Nerval o Poe serán mis fuentes, como emblemas que son al máximo de la inquietante extrañeza, de la locura llevada al verso: porque el arte en definitiva, como diría Deleuze, no consiste sino en dar a la locura un tercer sentido; en rozar la locura, ubicarse en sus bordes, jugar con ella como se juega y se hace arte del toro, la literatura considerada como una tauromaquia: un oficio peligroso, deliciosamente peligroso.
Leopoldo María Panero, El último hombre (1984), Prefacio.

La relación de amistad que le unió a su editora Charo Fierro se refleja en la dedicatoria de un haiku que le hace a Antonio Benicio Huerga, hijo de esta, para El último hombre, estando Fierro embarazada de 8 meses. Además, uno de los poemas del libro Sombra (2008) está dedicado a la propia Charo Fierro, llamándola «Challo» Fierro, como cariñosamente Panero se refería a ella.

### Poesía
Sus distintas entregas poéticas aparecen con regularidad:
- Por el camino de Swan (1968)
- Así se fundó Carnaby Street (Ocnos, 1970). Reeditado por Huerga y Fierro Editores (1999), con prólogos de Túa Blesa (1999) y José Carlos Rosales (2014). A partir de este poemario la melancolía de los mitos de su infancia corre pareja a un experimentalismo apasionado.
- Teoría (Lumen, 1973). Reeditado por Huerga y Fierro editores (2002).
- Narciso en el acorde último de las flautas (Visor, 1979). Reeditado por Huerga y Fierro editores (2013), con prólogo de Antonio Marín Albalate.
- Last River Together (Ayuso, 1980). Reeditado por Huerga y Fierro editores (2014), con prólogo de Antonio Marín Albalate.
- El que no ve (La Banda de Moebius, 1980)
- Dioscuros (Ayuso, 1982)
- El último hombre (Ediciones Libertarias, 1984)
- Antología (Ediciones Libertarias, 1985)
- Poesía 1970–1985 (Visor, 1986)
- Poemas del manicomio de Mondragón (Hiperión, 1987)
- Contra España y otros poema de no amor (Ediciones Libertarias, 1990, El Ángel Caído, 2008)
- Agujero llamado Nevermore (Selección poética, 1968–1992) (Cátedra, 1992)
- Heroína y otros poemas (Ediciones Libertarias, 1992)
- Piedra negra o del temblar (Ediciones Libertarias, 1992, reeditado en el Ángel Caído)
- Locos (Casset Ediciones, 1992, Ediciones Libertarias, 1995), seis poemas y un cuento con dibujos de Luis Arencibia.
- Cadáveres exquisitos y un poema de amor (Ediciones Libertarias/Prodhufi, 1992), con José Luis Pasarín Aristi.
- Orfebre (Visor, 1994)
- Tensó (Ediciones Hiperion, 1996), con Claudio Rizzo.
- El tarot del inconsciente anónimo (Valdemar, 1997)
- Guarida de un animal que no existe (Visor, 1998)
- Abismo (Ediciones Endimión, 1999)
- Teoría lautreamontiana del plagio (Límite, 1999)
- Suplicio en la cruz de la boca (El Gato Gris, Ediciones de Poesía, 2000)
- Teoría del miedo (Igitur, 2000)
- Agujero llamado Nevermore (Selección poética, 1968-1999) (Cátedra, 2000)
- Poesía completa (1970–2000) (Visor, 2001)
- Águila contra el hombre: poemas para un suicidamiento (Valdemar, 2001)
- Me amarás cuando esté muerto (Lumen, 2001), con José Águedo Olivares.
- ¿Quién soy yo?: apuntes para una poesía sin autor (Pre-Textos, 2002), con José Águedo Olivares.
- Buena nueva del desastre (Scio, Lugo, 2002)
- Los señores del alma (Poemas del manicomio del Dr. Rafael Inglot) (Valdemar, 2002)
- Conversación (Nivola, 2003)
- Esquizofrénicas o la balada de la lámpara azul (Hiperión, 2004)
- Erección del labio sobre la página (Valdemar, 2004)
- Danza de la muerte (Igitur, 2004)
- Leopoldo María Panero. Poemas de Leopoldo María Panero interpretados por Carlos Ann, Bunbury, José María Ponce y Bruno Galindo (CD-libro Moviedisco colección Lcd El Europeo, Barcelona: Moviedisco, D.L., 2004)
- Poemas de la locura seguidos por El hombre elefante (Huerga y Fierro editores, 2005). Premio Quijote de poesía 2006, León.
- Presentación del superhombre (Valdemar, 2005), con Félix J. Caballero.
- Visión (Huerga y Fierro editores, 2006), con Félix J. Caballero.
- Apocalipsis de los dos asesinos (La Garúa, 2006), con Félix J. Caballero.
- Jardín en vano (Arena libros, 2007), con Félix J. Caballero.
- Outsider, un arte interior (Versos esquizofrénicos, Poemas sugeridos por los dibujos de esquizofrénicos) (Eneida, 2007)
- Páginas de excremento o dolor sin dolor (Editorial Azotes Caligráficos, 2008). Edición manuscrita con dibujos del propio autor.
- Gólem (Igitur, 2008). Prólogo de Túa Blesa.
- Mi lengua mata (Arena libros, 2008)
- Sombra (Huerga y Fierro editores, 2008)
- Escribir como escupir (Calambur editorial, 2008)
- «Conjuros contra la vida» (Ed. Festival Internacional de Cine de LPGC, 2008), en el volumen Después de tantos desencantos. Vida y obra poéticas de los Panero, de Federico Utrera.
- Voces en el desierto (Azotes Caligráficos, 2008), con Félix J. Caballero.
- Esphera (El ángel caído, 2009)
- Tango (El ángel caído, 2009), con Félix J. Caballero.
- Sobre la tumba del poema. Antología esencial (Huerga y Fierro editores, 2011). Edición de Antonio Marín Albalate.
- La tempesta di mare (Huacanamo, 2009), con Félix J. Caballero.
- Reflexión (Casus-Belli, 2010)
- Locos de altar (Alea Blanca, 2010), con Begoña Callejón y Rubén Martín.
- La flor en llamas (Casus-Belli, 2011), con Félix J. Caballero.
- Traducciones / Perversiones (Ed. Túa Blesa) (Visor de poesía, 2011)
- Territorio del miedo / Territoire de la peur (Anthologie poétique, traduction Stéphane Chaumet) (L'Oreille du Loup, 2011)
- Cantos del frío (Casus-Belli, 2011)
- Poesía completa. 2000-2010 (edición de Túa Blesa, Visor, 2013)
- Poemas del pájaro y la oruga (Ediciones Vitruvio, 2014)
- Rosa enferma (Huerga y Fierro editores, 2014)
- Estantigua (El Ángel Caído, 2015), con Ianus Pravo.
- El ciervo aplaudido (El Ángel Caído, 2016)
- Lirios a la nada (Huerga y Fierro editores, 2017), con Felix J. Caballero.
- Los papeles de Ibiza 35 (Bartleby Editores, Madrid, 2018)
- La mentira es una flor[19] (Huerga y Fierro, Madrid, 2020)[20]

### Narrativa
Su obra narrativa incluye:
- El lugar del hijo (Tusquets, 1976), libro de relatos fantásticos
- Dos relatos y una perversión (Ediciones Libertarias, 1984)
- Y la luz no es nuestra (Los infolios, 1991, Ediciones Libertarias, 1993)
- Palabras de un asesino (Ediciones Libertarias, 1992)
- Los héroes inútiles [epistolario con el joven escritor Diego Medrano] (Ellago Ediciones, 2005)
- Papá, dame la mano que tengo miedo (Cahoba Ediciones, 2007)
- Cuentos completos, recopilados por Túa Blesa (Editorial Páginas de Espuma, 2007). ISBN 978-84-95642-95-0.

### Ensayos
También cultivó el ensayo:
- Aviso a los civilizados (Ediciones Libertarias, 1990)
- Mi cerebro es una rosa (Roger, 1998)
- Prueba de vida. Autobiografía de la muerte (Huerga y Fierro editores, 2002)
- Prosas encontradas (Visor, 2014)
- Acerca de un posible testamento (Huerga y Fierro editores, 2016). Edición de Ángel Luis Prieto de Paula.